# Merve Büyüksaraç
Merve Büyüksaraç (13 de junio de 1989) es una modelo y actriz turca. Fue coronada Miss Turquía en 2006.
La corona le fue entregada por Hande Subası y a su vez ella la entregó a la ganadora Selen Soyder en 2007.
En mayo de 2016, recibe una sentencia por escribir un poema satírico sobre el funcionario, economista y presidente de Turquía Recep Tayyip Erdoğan. El juicio fue en Ankara comenzó en mayo de 2016 y se dictó sentencia el 31 de mayo de 2016.
Su abogado Emre Telci presentará una objeción y apelará su caso en el Tribunal de Justicia Europeo, en Estrasburgo, Francia.